# Johann Kantschuster
Johann Kantschuster (* 20. Mai 1897 in Beuerberg; † vermisst seit 1945) war ein deutscher SS-Mann. Kantschuster war unter anderem Arrestkommandant im KZ Dachau und stellvertretender Lagerkommandant im KZ Fort Breendonk.

## Leben

### Frühes Leben
Johann Kantschuster wurde in eine arme bayerische Familie hineingeboren. Er ging nur kurze Zeit zur Schule. Mit 13 Jahren begann er, als Hilfsarbeiter auf einem Bauernhof zu arbeiten. 1916 wurde er zur Bayerischen Armee eingezogen und leistete bis 1918 Kriegsdienst.
Nach dem Krieg war Kantschuster erneut als Arbeiter beschäftigt und wurde Mitglied im Freikorps Wolf. Zum 1. März 1928 schloss er sich der NSDAP an (Mitgliedsnummer 76.941), die damals noch eine kleine Partei war, und im gleichen Jahr auch der SS. Bereits zu diesem Zeitpunkt zeigte er eine Neigung zur Gewalt und fiel auch polizeilich in dieser Hinsicht auf. Am 6. Oktober 1929 wurde Kantschuster, zu dieser Zeit Fabrikarbeiter, in einem Münchener Gasthaus von der Polizei verhaftet, nachdem er in betrunkenem Zustand in Streit mit einem anderen Gast geraten war, der in Tätlichkeiten auszuarten drohte, und in die Polizeiwache Pasing überführt, um weiteren Tätlichkeiten vorzubeugen.
Seit 1931 gehörte Kantschuster der Münchener SS an (SS-Nummer 58.541). Im März 1933 wurde er als Wachmann ins eben errichtete KZ Dachau kommandiert.

### Aufseher im KZ Dachau (1933 bis 1939)
Am 24. Mai 1933 erschoss Kantschuster den Häftling Alfred Strauß, angeblich bei einem Fluchtversuch. Die Staatsanwaltschaft betrachtete die Tat als Mord und ließ einen Haftbefehl gegen Kantschuster ausfertigen, der allerdings von der Bayerischen Politischen Polizei (BPP), die unter der Kontrolle des SS-Führers Heinrich Himmler stand, beiseitegeschafft wurde. Staatsanwalt Josef Hartinger erinnerte sich später an Kantschuster:

„In der Nähe der Leiche stand der SS-Mann, der Strauss getötet hatte. Der SS-Mann hieß Johann Kantschuster. Ich glaube mich noch erinnern zu können, dass er groß und schlank war. Besonders gut entsinne ich mich, dass sein Gesichtsausdruck der eines verkommenen Menschen war. Ich unterhielt mich mit [Gerichtsmediziner] Flamm über ihn und wir waren beide der Auffassung, dass sein Bild in ein Verbrecheralbum gehöre.“

Spätestens zum Jahreswechsel 1933/1934 wurde Kantschuster zum Kommandanten des Arresttraktes (des sogenannten „Bunkers“) von Dachau ernannt. Dies war ein besonderes Haftgebäude innerhalb des Lagers, in dem bestimmte Gefangene in Isolierhaft gehalten wurden. Unter der Aufsicht Kantschusters wurden viele der Arresthäftlinge tage- und sogar monatelang in völliger Dunkelheit gehalten oder am Boden festgekettet.
Unter den Häftlingen von Dachau war Kantschuster aufgrund seiner besonderen Brutalität und Grausamkeit gefürchtet und durch seine Teilnahme an zahlreichen Morden und Misshandlungen berüchtigt. So liegen beispielsweise Zeugnisse dafür vor, dass er neu eintreffende Gefangene als „Begrüßungsritual“ zur Einführung in das Lagerleben mit Peitschen und Ochsenziemern traktieren ließ, was er als „katholisch machen“ bezeichnete.
Es wird allgemein angenommen, dass Kantschuster während der „Röhm-Affäre“ vom Sommer 1934 mehrere Personen, die als Gefangene ins KZ Dachau eingeliefert wurden, im Bereich des Arrestgebäudes des Lagers eigenhändig erschoss. Insbesondere soll Kantschuster den ehemaligen bayerischen Staatskommissar Gustav Ritter von Kahr am Abend des 30. Juni 1934 erschossen haben, nachdem dieser von einem SS-Kommando in das Lager gebracht und nach seiner Ankunft auf Anweisung des Lagerkommandanten Theodor Eicke direkt in den Arrest gebracht wurde. Weitere Personen, die Kantschuster den meisten Zeugnissen hierzu wahrscheinlich nach ihrer Einlieferung in Dachau im Arrestgebäude bzw. im Vorhof desselben erschoss, waren der Musikschriftsteller Willi Schmid und Ernestine Zoref, Lebensgefährtin von Paul Edmund von Hahn.

### Spätere Laufbahn (1939 bis 1945)
Kantschuster war schwerer Alkoholiker und erregte dadurch wiederholt Anstoß bei seinen Vorgesetzten. Dies führte seit den späten 1930er Jahren zu häufigen Versetzungen: Von Dachau kam er zunächst ins KZ Ravensbrück. In stark angetrunkenem Zustand kam er dort zu Fall und zog sich eine Gehirnerschütterung zu, die ihm noch lange Zeit Probleme bereiten sollte. Weil er sich im Lager brutal gegenüber Frauen verhielt, wurde er erneut versetzt, diesmal ins KZ Mauthausen. Nachdem er in der dortigen Lagerkantine seine Pistole gegen Kameraden gerichtet hatte, wurde er einer neurologischen und psychiatrischen Untersuchung unterzogen und dabei für „nicht mehr vollständig zurechnungsfähig“ erklärt. Man gab ihm noch eine letzte Chance im KZ Sachsenhausen. Durch seinen übermäßigen Alkoholgenuss verschlechterte sich sein Gesundheitszustand, und die Ärzte erklärten ihn als körperlich untauglich für die Waffen-SS. Theodor Eicke erklärte am 24. Januar 1941, „dass er ein Nichtsnutz sei, von dem man froh sein müsste, ihn loszuwerden.“ 
Von da an erscheint Kantschuster erst wieder im September 1942 in offiziellen Dokumenten, als er im „Auffanglager“ im Fort Breendonk auftauchte. Hier blieb er sieben bis acht Monate. Bald wurde er dort zum gefürchtetsten SS-Mitglied. Kantschuster war den ganzen Tag betrunken und terrorisierte dann die Gefangenen. Im Krankensaal hatte auch das Personal Angst vor ihm und musste sich gegenüber den Kranken härter verhalten. Kurz nach seiner Ankunft schoss er den polnischen Juden Oscar Beck auf der Werft nieder. Als in einer anderen Nacht ein Gefangener in seiner Isolationszelle halb verrückt wurde, schoss Kantschuster durch die Zellentür. Der Gefangene überlebte verwundet. Bei den Exekutionen gab er Gefangenen den Gnadenschuss. Kantschuster hatte Gefallen daran, die Gefangenen körperlich zu misshandeln, insbesondere mit seiner Peitsche. Einmal ging Ilse Birkholz, die Frau des Lagerkommandanten Philipp Schmitt, dazwischen, um eine Gefangene vor seiner Brutalität zu beschützen. Kurz darauf wurde er im April 1943 wieder versetzt. In der Zeit seines Aufenthalts im Lager stieg die Zahl der Toten unter den Gefangenen; 40 Opfer sind namentlich bekannt. Eine ähnlich hohe Opferzahl gab es im letzten Monat der deutschen Besatzung. Kantschuster lebt in den Erinnerungen der Opfer von Breendonk als ebenso großer Schinder fort wie Philipp Schmitt, Arthur Prauss, Fernand Wyss und Richard De Bodt.

### Ungeklärter Verbleib
Im April 1943 verliert sich Kantschusters Spur: Seine Frau behauptete nach Kriegsende, dass er in Berlin-Lichterfelde und danach im Februar, März oder Juli 1945 in Weimar-Berlstedt kaserniert war. Nach Kriegsende meldete sie ihn beim Roten Kreuz als vermisst.
Die Staatsanwaltschaft München II schrieb Kantschuster bereits unterm 30. Oktober 1947 unter den Aktenzeichen 8 Js 56/48 und J 3 J 9464/47 wegen Mordes zur Festnahme aus.
1949 notierte die Münchener Staatsanwaltschaft verschiedene ihr zugegangene Vermutungen über Kantschusters Verbleib: Verschiedene ehemalige KZ-Häftlinge vertraten die Ansicht, dass Kantschuster, der bereits vor 1933 zeitweise der Fremdenlegion angehört hatte, sich dieser wieder angeschlossen haben könnte, während seine Ehefrau die Annahme äußerte, dass er beim Einmarsch der Amerikaner erschlagen worden sei. Auch wurde eine unregistriert gebliebene Hinrichtung in den Wirren der Kriegsschlussphase oder der ersten Monate danach oder ein Untertauchen unter falschem Namen in Betracht gezogen.
1952 wurde von einem deutschen Gericht ein erster Haftbefehl gegen Kantschuster wegen Mordes ausgestellt. In der Folgezeit leiteten verschiedene weitere belgische und deutsche Gerichte Verfahren gegen ihn ein wegen der Beteiligung an Morden, Misshandlungen und anderer Taten in Breendonk, Dachau, Mauthausen und Ravensbrück. 1982 wurde die Suche nach ihm endgültig eingestellt, weil man der Auffassung war, dass er nicht mehr am Leben sei.

## Beförderungen
- 1. Januar 1934: Unterscharführer
- 1. April 1935: Oberscharführer
- 1. August 1936: Hauptscharführer
- 1. September 1938: Obersturmführer

## Archivalien
Im Bundesarchiv hat sich die SS-Personalakte sowie eine Akte mit Parteikorrespondenz der NSDAP zu Kantschuster erhalten.